# Broughton Archipelago Conservancy
Das Broughton Archipelago Conservancy ist ein 4.111 ha großes Naturschutzgebiet in der kanadischen Provinz British Columbia im Regional District of Mount Waddington. Die Region, in der der Park liegt, wird zum Great Bear Rainforest gerechnet. Vor der Ankunft der Europäer war die Region des Schutzgebietes Heimat der First Nations, im Wesentlichen verschiedener Gruppen der Kwakwaka'wakw.
„Conservancies“ sind bestimmte Schutzgebiete innerhalb des Systems der Parks und Schutzgebiete vom BC Parks, die sich von Schutzgebieten mit dem Status eines „Provincial parks“ im Wesentlichen hinsichtlich der Nutzungsmöglichkeiten unterscheiden. Wesentlicher Unterschied ist dabei, dass bei „Conservancies“ ausdrücklich die Nutzung für soziale, zeremonielle und kulturelle Zwecke der First Nations anerkannt ist.
Ein landseitiger Zugang zum Park besteht nicht. Die meisten Besucher reisen per Wassertaxi von Telegraph Cove auf Vancouver Island aus an oder über Alert Bay auf Cormorant Island. 

## Anlage
Das Schutzgebiet liegt am östlichen Ende der Königin-Charlotte-Straße, hier zwischen den Küstenbergen der Northern Pacific Ranges sowie dem vorgelagerten Vancouver Island und umfasst dort verschiedene Inseln im Broughton-Archipel. Es umfasst nur bestimmte Inseln (ganz oder teilweise), die umliegenden Gewässer gehören dann in der Regel zu Broughton Archipelago Marine Provincial Park, mit dem das Broughton Archipelago Conservancy eng verzahnt ist.
Bei dem Schutzgebiet handelt es sich um ein Schutzgebiet der Kategorie II (National Park).

### Inseln des Schutzgebiets
Das Schutzgebiet umfasst von Nord nach Süd folgende größere Inseln:
- nördlich des Fife Sound
  - Broughton Island (nur einige Bereiche im Südwesten der Insel)
  - Long Island

- zwischen Fife Sound und Knight Inlet
  - Eden Island
  - Mars Island
  - Bonwick Island (ohne den östlichen Bereich der Insel)
  - Henrietta Island
  - Cedar Island (nur der Bereich im Südosten der Insel)
  - Midsummer Island

- südlich des Knight Inlet
  - Crease Island
  - Swanson Island (ohne den südlichen Bereich der Insel)

## Flora und Fauna
Das Ökosystem von British Columbia wird in verschiedene biogeoklimatischen Zonen eingeteilt. Biogeoklimatische Zonen zeichnen sich durch ein grundsätzlich identisches oder sehr ähnliches Klima sowie gleiche oder sehr ähnliche biologische und geologische Voraussetzungen aus. Innerhalb dieses Systems wird die Region der Coastal Western Hemlock Zone zugeordnet. In den jeweiligen Zonen gibt es einen sehr ähnlichen Bestand an Pflanzen und Tieren.

## Namensherkunft
Im Jahr 1792 erreichte der britische Entdecker George Vancouver, mit den Schiffen HMS Discovery und HMS Chatham, bei seiner Entdeckungsreise durch den pazifischen Nordwesten die Region. In den Gewässern vor dem heutigen Vancouver war er zuvor auf die spanischen Entdecker Dionisio Alcalá Galiano und Cayetano Valdés y Flores, mit deren Schiffen Sutil und Mexikana, getroffen. Die beiden Gruppen arbeiteten bei der Kartographierung der Gewässer zwischen dem Festland und Vancouver Island eine Zeit lang zusammen.
George Vancouver benannte das namensgebende Broughton-Archipel, ebenso wie die Broughton-Straße sowie die im Archipel liegende gleichnamige Insel und andere Orte, nach dem Kommandanten der HMS Chatham, dem britischen Marineoffizier William Robert Broughton.

## Aktivitäten
Der Park verfügt über keine touristische Infrastruktur. An verschiedenen Stellen wird das „wilde“ Zelten und Feuer machen, mit Einschränkungen, geduldet. Der Park wird dabei hauptsächlich von Seekajakfahrern genutzt.